# Виње (Торино)
Виње је насеље у Италији у округу Торино, региону Пијемонт.
Према процени из 2011. у насељу је живело 23 становника. Насеље се налази на надморској висини од 445 м.